# فهرست دهستان‌های استان آذربایجان شرقی
استان آذربایجان شرقی در خُردترین سطح از تقسیمات کشوری ایران (سطح چهارم تقسیمات کشوری) به ۲۱۶ قسمت شامل ۷۰ شهر و ۱۴۶ دهستان تقسیم شده است؛ این شهرها و دهستان‌ها زیرمجموعهٔ ۴۸ بخش استان (سطح سوم تقسیمات کشوری) هستند.
از مجموع ۱۴۶ دهستان استان آذربایجان شرقی، مرکزیت ۲۶ مورد از آن‌ها در شهرها و ۱۲۰ مورد دیگر نیز در روستاها استقرار یافته است. شهرهایی که مرکز دهستان هستند، جزء محدودهٔ آن دهستان محسوب نمی‌شوند و محدودهٔ مستقل مربوط به خود را دارا هستند.
در استان آذربایجان شرقی، ۴ مرکز شهرستان (قره‌آغاج، ورزقان، هوراند و خمارلو) و ۱۹ مرکز بخش (۱۶ شهر و ۳ روستا) به طور همزمان مرکز دهستان نیز هستند.
فهرست دهستان‌ها و محال‌ها (ترکیب دهستان‌ها با شهرهای احاطه شده توسط آن‌ها) در استان آذربایجان شرقی و جمعیت آن‌ها براساس سرشماری سال ۱۳۹۵ خورشیدی به شرح زیر است (مراکز محال‌ها پررنگ شده‌اند):
| ردیف | نام دهستان (محال)   | بخش             | جمعیت دهستان (۱۳۹۵)   | مرکز دهستان                      | شهرهای احاطه شده توسط دهستان              | جمعیت محال (۱۳۹۵)     |
| ---- | ------------------- | --------------- | --------------------- | -------------------------------- | ----------------------------------------- | --------------------- |
| ۱    | سردصحرا             | مرکزی تبریز     | ۶٬۱۲۱                 | اسنجان                           | تبریز                                     | ۱٬۵۶۴٬۸۱۴             |
| ۲    | قره‌ناز              | مرکزی مراغه     | ۱۵٬۶۰۲                | ورجوی                            | مراغه                                     | ۱۹۰٬۸۵۷               |
| ۳    | دولت‌آباد            | مرکزی مرند      | ۱۲٬۱۷۰                | دولت‌آباد                         | مرند                                      | ۱۴۲٬۹۹۵               |
| ۴    | بناجوی غربی         | مرکزی بناب      | ۲۷٬۰۶۶                | خانه‌برق جدید                     | بناب                                      | ۱۱۲٬۳۴۰               |
| ۵    | قافلانکوه غربی      | مرکزی میانه     | ۷٬۳۷۲                 | آچاچی                            | میانه، آچاچی                              | ۱۰۹٬۹۹۲               |
| ۶    | بزکش                | مرکزی اهر       | ۴٬۱۴۱                 | گرنگاه                           | اهر                                       | ۱۰۴٬۷۸۲               |
| ۷    | باویل               | مرکزی اسکو      | ۹٬۳۹۷                 | کلجاه                            | سهند                                      | ۹۱٬۸۹۱                |
| ۸    | آجی‌چای              | مرکزی تبریز     | ۴۶٬۰۵۴                | مایان سفلی                       | سردرود                                    | ۷۵٬۷۹۳                |
| ۹    | میدان‌چای            | باسمنج          | ۵۶٬۶۷۷                | نعمت‌آباد                         | باسمنج                                    | ۶۹٬۳۶۹                |
| ۱۰   | حومه                | مرکزی سراب      | ۱۳٬۷۳۴                | اسبفروشان                        | سراب                                      | ۵۸٬۷۶۵                |
| ۱۱   | قاضی‌جهان            | حومه آذرشهر     | ۶٬۰۸۳                 | قاضی‌جهان                         | آذرشهر                                    | ۵۰٬۹۷۰                |
| ۱۲   | گاودول غربی         | مرکزی ملکان     | ۱۷٬۵۷۳                | بایقوت                           | ملکان، مبارک‌شهر                           | ۴۹٬۴۶۰                |
| ۱۳   | شجاع                | مرکزی جلفا      | ۴٬۰۳۶                 | شجاع                             | هادیشهر، جلفا                             | ۴۷٬۱۹۲                |
| ۱۴   | دیزجرود غربی        | مرکزی عجب‌شیر    | ۱۲٬۷۴۸                | خانیان                           | عجب‌شیر                                    | ۴۶٬۳۵۴                |
| ۱۵   | مهرانرود مرکزی      | مرکزی بستان‌آباد | ۱۸٬۳۸۰                | نوجه‌ده سادات                     | بستان‌آباد، کردکندی                        | ۴۰٬۱۱۴                |
| ۱۶   | لاهیجان             | خسروشاه         | ۱۶٬۲۹۰                | لاهیجان                          | خسروشاه                                   | ۳۸٬۲۶۲                |
| ۱۷   | گونی شرقی           | مرکزی شبستر     | ۵٬۵۷۹                 | بنیس                             | شبستر، وایقان                             | ۳۲٬۴۳۸                |
| ۱۸   | کشکسرای             | کشکسرای         | ۲۳٬۸۲۲                | زنجیره                           | کشکسرای                                   | ۳۱٬۸۸۲                |
| ۱۹   | قرانقو              | مرکزی هشترود    | ۱۰٬۲۶۳                | ذوالبین                          | هشترود                                    | ۳۰٬۸۳۵                |
| ۲۰   | گونی مرکزی          | مرکزی شبستر     | ۱۰٬۱۳۶                | کوزه‌کنان                         | شندآباد، کوزه‌کنان، شرفخانه، داریان، خامنه | ۳۰٬۶۵۵                |
| ۲۱   | گاودول مرکزی        | مرکزی ملکان     | ۲۹٬۰۱۰                | آروق                             | –                                         | ۲۹٬۰۱۰                |
| ۲۲   | شورکات جنوبی        | ایلخچی          | ۱۱٬۷۴۵                | خاص‌آباد                          | ایلخچی                                    | ۲۸٬۳۱۹                |
| ۲۳   | سهند                | مرکزی اسکو      | ۹٬۳۳۹                 | اسفنجان                          | اسکو                                      | ۲۷٬۷۹۸                |
| ۲۴   | سراجوی شمالی        | مرکزی مراغه     | ۲۵٬۶۵۰                | داش‌آتان                          | –                                         | ۲۵٬۶۵۰                |
| ۲۵   | ذوالبین             | یامچی           | ۱۴٬۲۱۳                | یامچی (مرکز بخش یامچی)           | یامچی                                     | ۲۴٬۶۰۵                |
| ۲۶   | سراجوی غربی         | مرکزی مراغه     | ۲۴٬۴۶۵                | علویان                           | –                                         | ۲۴٬۴۶۵                |
| ۲۷   | لیلان جنوبی         | لیلان           | ۱۴٬۸۵۳                | لیلان (مرکز بخش لیلان)           | لیلان                                     | ۲۱٬۲۰۹                |
| ۲۸   | ازومدل جنوبی        | مرکزی ورزقان    | ۱۵٬۸۵۱                | ورزقان (مرکز شهرستان ورزقان)     | ورزقان                                    | ۲۱٬۱۹۹                |
| ۲۹   | باروق               | مرکزی هریس      | ۱٬۸۲۸                 | باروق                            | کلوانق، بخشایش، زرنق                      | ۲۰٬۷۳۸                |
| ۳۰   | چله‌خانه             | صوفیان          | ۷٬۸۷۷                 | چله‌خانه علیا                     | صوفیان                                    | ۱۷٬۸۴۰                |
| ۳۱   | دستجرد              | گوگان           | ۵٬۰۸۳                 | دستجرد                           | گوگان                                     | ۱۶٬۸۲۵                |
| ۳۲   | بدوستان شرقی        | مرکزی هریس      | ۵٬۹۸۴                 | مقصودلو                          | هریس                                      | ۱۶٬۴۹۹                |
| ۳۳   | بدوستان غربی        | خواجه           | ۱۶٬۲۴۲                | بیلوردی                          | اربطان                                    | ۱۶٬۲۴۲                |
| ۳۴   | گونی غربی           | تسوج            | ۸٬۳۳۹                 | تیل                              | تسوج                                      | ۱۵٬۸۶۱                |
| ۳۵   | سیس                 | مرکزی شبستر     | ۹٬۷۳۴                 | سیس                              | سیس، علیشاه                               | ۱۵٬۸۴۰                |
| ۳۶   | سراجوی شرقی         | سراجو           | ۱۳٬۲۰۹                | خداجو (مرکز بخش سراجو)           | خداجو                                     | ۱۵٬۰۳۳                |
| ۳۷   | بناب                | مرکزی مرند      | ۱۰٬۶۶۸                | بناب مرند                        | بناب مرند                                 | ۱۴٬۹۷۹                |
| ۳۸   | پیغان‌چایی           | مرکزی کلیبر     | ۵٬۴۵۲                 | یوزبند                           | کلیبر                                     | ۱۴٬۷۷۶                |
| ۳۹   | اسپران              | مرکزی تبریز     | ۱۴٬۳۹۳                | ینگی اسپران                      | –                                         | ۱۴٬۳۹۳                |
| ۴۰   | آبش‌احمد             | آبش‌احمد         | ۱۱٬۵۳۱                | آبش‌احمد (مرکز بخش آبش‌احمد)       | آبش‌احمد                                   | ۱۴٬۲۴۶                |
| ۴۱   | میشاب شمالی         | مرکزی مرند      | ۱۴٬۲۱۴                | کندلج                            | –                                         | ۱۴٬۲۱۴                |
| ۴۲   | شربیان              | مهربان          | ۴٬۰۸۳                 | شربیان                           | شربیان، دوزدوزان                          | ۱۲٬۵۸۷                |
| ۴۳   | بناجوی شمالی        | مرکزی بناب      | ۱۲٬۲۶۲                | روشت بزرگ                        | –                                         | ۱۲٬۲۶۲                |
| ۴۴   | شهرک                | ممقان           | ۰                     | ممقان (مرکز بخش ممقان)           | ممقان                                     | ۱۱٬۸۹۲                |
| ۴۵   | چاراویماق مرکزی     | مرکزی چاراویماق | ۵٬۱۹۴                 | قره‌آغاج (مرکز شهرستان چاراویماق) | قره‌آغاج                                   | ۱۱٬۲۹۶                |
| ۴۶   | رودقات              | صوفیان          | ۱۱٬۱۵۸                | امند                             | –                                         | ۱۱٬۱۵۸                |
| ۴۷   | اردلان              | مهربان          | ۵٬۳۸۱                 | اسنق                             | مهربان                                    | ۱۱٬۱۵۳                |
| ۴۸   | ابرغان              | مرکزی سراب      | ۱۰٬۷۸۰                | ابرغان                           | –                                         | ۱۰٬۷۸۰                |
| ۴۹   | تازه‌کند             | خسروشاه         | ۱۰٬۴۰۱                | تازه‌کند                          | –                                         | ۱۰٬۴۰۱                |
| ۵۰   | بناجوی شرقی         | مرکزی بناب      | ۱۰٬۲۹۰                | چلقایی                           | خوشه‌مهر                                   | ۱۰٬۲۹۰                |
| ۵۱   | عباس غربی           | تیکمه‌داش        | ۷٬۲۴۳                 | تیکمه‌داش (مرکز بخش تیکمه‌داش)     | تیکمه‌داش                                  | ۱۰٬۲۱۷                |
| ۵۲   | دودانگه             | مرکزی هوراند    | ۵٬۲۶۰                 | هوراند (مرکز شهرستان هوراند)     | هوراند                                    | ۹٬۹۱۸                 |
| ۵۳   | کندوان              | کندوان          | ۷٬۸۵۷                 | ترک (مرکز بخش کندوان)            | ترک                                       | ۹٬۸۸۸                 |
| ۵۴   | قشلاق               | فندقلو          | ۹٬۸۳۳                 | تازه‌کند (مرکز بخش فندقلو)        | –                                         | ۹٬۸۳۳                 |
| ۵۵   | قوریگل              | مرکزی بستان‌آباد | ۹٬۸۱۴                 | یوسف‌آباد                         | –                                         | ۹٬۸۱۴                 |
| ۵۶   | کوهستان             | قلعه‌چای         | ۹٬۴۶۸                 | ینگجه                            | –                                         | ۹٬۴۶۸                 |
| ۵۷   | آغمیون              | مرکزی سراب      | ۹٬۳۵۹                 | آغمیون                           | –                                         | ۹٬۳۵۹                 |
| ۵۸   | رازلیق              | مرکزی سراب      | ۹٬۱۸۳                 | رازلیق                           | –                                         | ۹٬۱۸۳                 |
| ۵۹   | بروانان مرکزی       | ترکمانچای       | ۱٬۷۲۱                 | ترکمانچای (مرکز بخش ترکمانچای)   | ترکمانچای                                 | ۹٬۱۶۴                 |
| ۶۰   | اوجان غربی          | مرکزی بستان‌آباد | ۸٬۸۶۵                 | بنه‌کهل                           | –                                         | ۸٬۸۶۵                 |
| ۶۱   | میشو جنوبی          | صوفیان          | ۸٬۶۴۸                 | نعمت‌الله                         | –                                         | ۸٬۶۴۸                 |
| ۶۲   | اوجان شرقی          | تیکمه‌داش        | ۸٬۴۲۹                 | قره‌بابا                          | –                                         | ۸٬۴۲۹                 |
| ۶۳   | گرمادوز غربی        | گرمادوز         | ۸٬۳۰۸                 | لاریجان (مرکز بخش گرمادوز)       | لاریجان                                   | ۸٬۳۰۸                 |
| ۶۴   | نظرکهریزی           | نظرکهریزی       | ۷٬۰۷۶                 | نظرکهریزی (مرکز بخش نظرکهریزی)   | نظرکهریزی                                 | ۸٬۲۹۱                 |
| ۶۵   | قبله‌داغی            | حومه آذرشهر     | ۸٬۲۳۹                 | نادیلو                           | –                                         | ۸٬۲۳۹                 |
| ۶۶   | تیمورلو             | گوگان           | ۲٬۶۷۳                 | تیمورلو                          | تیمورلو                                   | ۸٬۰۴۸                 |
| ۶۷   | مواضع‌خان شرقی       | خواجه           | ۳٬۷۵۵                 | خواجه (مرکز بخش خواجه)           | خواجه                                     | ۷٬۷۶۶                 |
| ۶۸   | گنبر                | مرکزی اسکو      | ۷٬۷۶۳                 | اربط                             | –                                         | ۷٬۷۶۳                 |
| ۶۹   | چهاردانگه (شمالی)   | چهاردانگه       | ۷٬۶۹۳                 | آق‌براز (مرکز بخش چهاردانگه)      | –                                         | ۷٬۶۹۳                 |
| ۷۰   | شیرامین             | حومه آذرشهر     | ۷٬۵۵۰                 | شیرامین                          | –                                         | ۷٬۵۵۰                 |
| ۷۱   | دیزجرود شرقی        | قلعه‌چای         | ۶٬۸۳۹                 | جوان‌قلعه (مرکز بخش قلعه‌چای)      | جوان‌قلعه                                  | ۷٬۵۳۹                 |
| ۷۲   | خضرلو               | مرکزی عجب‌شیر    | ۷٬۴۹۱                 | خضرلو                            | –                                         | ۷٬۴۹۱                 |
| ۷۳   | گاودول شرقی         | مرکزی ملکان     | ۷٬۴۶۸                 | آق‌منار                           | –                                         | ۷٬۴۶۸                 |
| ۷۴   | دیزمار مرکزی        | خاروانا         | ۴٬۰۹۱                 | خاروانا (مرکز بخش خاروانا)       | خاروانا                                   | ۷٬۴۴۴                 |
| ۷۵   | شبلی                | مرکزی بستان‌آباد | ۷٬۳۴۶                 | سعیدآباد                         | –                                         | ۷٬۳۴۶                 |
| ۷۶   | چاراویماق شرقی      | شادیان          | ۶٬۹۳۹                 | آغچه‌ریش (مرکز بخش شادیان)        | –                                         | ۶٬۹۳۹                 |
| ۷۷   | ینگجه               | حومه آذرشهر     | ۶٬۷۸۵                 | ینگجه                            | –                                         | ۶٬۷۸۵                 |
| ۷۸   | بروانان شرقی        | ترکمانچای       | ۶٬۳۵۶                 | صومعه علیا                       | –                                         | ۶٬۳۵۶                 |
| ۷۹   | آذغان               | مرکزی اهر       | ۶٬۲۰۴                 | آذغان                            | –                                         | ۶٬۲۰۴                 |
| ۸۰   | ازومدل شمالی        | مرکزی ورزقان    | ۶٬۱۴۳                 | تخمدل                            | –                                         | ۶٬۱۴۳                 |
| ۸۱   | مهرانرود جنوبی      | مرکزی بستان‌آباد | ۶٬۰۸۴                 | حاج‌آقا                           | –                                         | ۶٬۰۸۴                 |
| ۸۲   | ملایعقوب            | مرکزی سراب      | ۶٬۰۷۱                 | اردها                            | –                                         | ۶٬۰۷۱                 |
| ۸۳   | تیرچایی             | کندوان          | ۵٬۷۹۷                 | ایشلق                            | –                                         | ۵٬۷۹۷                 |
| ۸۴   | سینا                | مرکزی ورزقان    | ۵٬۴۹۶                 | آقابابافرامرزی                   | –                                         | ۵٬۴۹۶                 |
| ۸۵   | گرمه شمالی          | کندوان          | ۵٬۴۴۶                 | آرموداق                          | –                                         | ۵٬۴۴۶                 |
| ۸۶   | آلمالو              | نظرکهریزی       | ۵٬۴۴۵                 | آتش‌بیگ                           | –                                         | ۵٬۴۴۵                 |
| ۸۷   | گرمه جنوبی          | مرکزی میانه     | ۵٬۳۹۴                 | گوندوغدی                         | –                                         | ۵٬۳۹۴                 |
| ۸۸   | هرزندات غربی        | مرکزی مرند      | ۵٬۰۹۴                 | گلین‌قیه                          | –                                         | ۵٬۰۹۴                 |
| ۸۹   | منجوان شرقی         | منجوان          | ۵٬۰۶۶                 | جانانلو                          | –                                         | ۵٬۰۶۶                 |
| ۹۰   | کاغذکنان مرکزی      | کاغذکنان        | ۲٬۰۳۸                 | آقکند (مرکز بخش کاغذکنان)        | آقکند                                     | ۴٬۹۴۰                 |
| ۹۱   | قشلاق               | آبش‌احمد         | ۴٬۹۳۳                 | قره‌قیه                           | –                                         | ۴٬۹۳۳                 |
| ۹۲   | ارزیل               | خاروانا         | ۴٬۸۵۵                 | ارزیل                            | –                                         | ۴٬۸۵۵                 |
| ۹۳   | دیزمار غربی         | سیه‌رود          | ۳٬۱۹۱                 | سیه‌رود (مرکز بخش سیه‌رود)         | سیه‌رود                                    | ۴٬۷۳۹                 |
| ۹۴   | ارسی                | مرکزی جلفا      | ۴٬۵۸۹                 | ارسی                             | –                                         | ۴٬۵۸۹                 |
| ۹۵   | بسطاملو             | مرکزی خداآفرین  | ۴٬۵۶۱                 | بسطاملو                          | –                                         | ۴٬۵۶۱                 |
| ۹۶   | زنوزق               | مرکزی مرند      | ۲٬۰۷۵                 | زنوزق                            | زنوز                                      | ۴٬۵۴۰                 |
| ۹۷   | مواضع‌خان شمالی      | خواجه           | ۴٬۵۲۷                 | سرند                             | –                                         | ۴٬۵۲۷                 |
| ۹۸   | آلان برآغوش         | مهربان          | ۴٬۵۰۴                 | آلان                             | –                                         | ۴٬۵۰۴                 |
| ۹۹   | جوشین               | خاروانا         | ۴٬۴۵۴                 | جوشین                            | –                                         | ۴٬۴۵۴                 |
| ۱۰۰  | چاراویماق جنوب شرقی | شادیان          | ۴٬۴۲۸                 | ذاکرکندی                         | –                                         | ۴٬۴۲۸                 |
| ۱۰۱  | اوچ‌هاچا             | مرکزی اهر       | ۴٬۴۰۷                 | یخفروزان                         | –                                         | ۴٬۴۰۷                 |
| ۱۰۲  | کله‌بوز شرقی         | مرکزی میانه     | ۴٬۴۰۲                 | کنگاور                           | –                                         | ۴٬۴۰۲                 |
| ۱۰۳  | علی‌آباد             | مرکزی هشترود    | ۴٬۳۲۰                 | علی‌آباد علیا                     | –                                         | ۴٬۳۲۰                 |
| ۱۰۴  | گویجه‌بل             | مرکزی اهر       | ۴٬۳۰۷                 | خونیق                            | –                                         | ۴٬۳۰۷                 |
| ۱۰۵  | ورگهان              | مرکزی اهر       | ۴٬۲۹۶                 | ورگهان                           | –                                         | ۴٬۲۹۶                 |
| ۱۰۶  | گرمادوز شرقی        | گرمادوز         | ۴٬۲۳۶                 | محمودآباد                        | –                                         | ۴٬۲۳۶                 |
| ۱۰۷  | لیلان شمالی         | لیلان           | ۴٬۱۷۲                 | طورآغای                          | –                                         | ۴٬۱۷۲                 |
| ۱۰۸  | بروانان غربی        | ترکمانچای       | ۴٬۱۳۲                 | غریب‌دوست                         | –                                         | ۴٬۱۳۲                 |
| ۱۰۹  | منجوان غربی         | منجوان          | ۴٬۰۹۴                 | عاشقلو (مرکز بخش منجوان)         | عاشقلو                                    | ۴٬۰۹۴                 |
| ۱۱۰  | مولان               | مرکزی کلیبر     | ۴٬۰۰۱                 | مولان                            | –                                         | ۴٬۰۰۱                 |
| ۱۱۱  | کیوان               | مرکزی خداآفرین  | ۲٬۰۶۸                 | خمارلو (مرکز شهرستان خداآفرین)   | خمارلو                                    | ۳٬۹۷۰                 |
| ۱۱۲  | قوری‌چای غربی        | سراجو           | ۳٬۶۴۱                 | داش‌بلاغ بازار                    | –                                         | ۳٬۶۴۱                 |
| ۱۱۳  | سلوک                | مرکزی هشترود    | ۳٬۶۰۸                 | سلوک                             | –                                         | ۳٬۶۰۸                 |
| ۱۱۴  | کوهسار              | مرکزی هشترود    | ۳٬۵۵۹                 | اوشندل                           | –                                         | ۳٬۵۵۹                 |
| ۱۱۵  | کله‌بوز غربی         | مرکزی میانه     | ۳٬۵۵۳                 | باشماق                           | –                                         | ۳٬۵۵۳                 |
| ۱۱۶  | چاراویماق جنوب غربی | مرکزی چاراویماق | ۳٬۴۹۶                 | ارسکنای سفلی                     | –                                         | ۳٬۴۹۶                 |
| ۱۱۷  | هرزندات شرقی        | مرکزی مرند      | ۳٬۳۸۹                 | هرزند                            | –                                         | ۳٬۳۸۹                 |
| ۱۱۸  | خانمرود             | مرکزی هریس      | ۳٬۳۲۱                 | اندیس                            | –                                         | ۳٬۳۲۱                 |
| ۱۱۹  | یکانات              | یامچی           | ۳٬۲۷۲                 | یکان کهریز                       | –                                         | ۳٬۲۷۲                 |
| ۱۲۰  | نوجه‌مهر             | سیه‌رود          | ۳٬۲۶۷                 | نوجه‌مهر                          | –                                         | ۳٬۲۶۷                 |
| ۱۲۱  | کاغذکنان شمالی      | کاغذکنان        | ۳٬۲۱۶                 | قره‌بلاغ                          | –                                         | ۳٬۲۱۶                 |
| ۱۲۲  | دیکله               | مرکزی هوراند    | ۳٬۰۹۰                 | مجیدآباد                         | –                                         | ۳٬۰۹۰                 |
| ۱۲۳  | بکرآباد             | مرکزی ورزقان    | ۳٬۰۵۹                 | بکرآباد                          | –                                         | ۳٬۰۵۹                 |
| ۱۲۴  | چهرگان              | تسوج            | ۲٬۹۸۱                 | چهرگان                           | –                                         | ۲٬۹۸۱                 |
| ۱۲۵  | سراجوی جنوبی        | سراجو           | ۲٬۹۵۷                 | آغچه‌کهل                          | –                                         | ۲٬۹۵۷                 |
| ۱۲۶  | صایین               | مرکزی سراب      | ۲٬۹۳۸                 | کلیان                            | –                                         | ۲٬۹۳۸                 |
| ۱۲۷  | ییلاق               | مرکزی کلیبر     | ۲٬۷۶۳                 | عربشاه خان                       | –                                         | ۲٬۷۶۳                 |
| ۱۲۸  | دیزمار شرقی         | منجوان          | ۲٬۷۶۰                 | مردانقم                          | –                                         | ۲٬۷۶۰                 |
| ۱۲۹  | میشه‌پاره            | مرکزی کلیبر     | ۲٬۷۵۷                 | اسکلو                            | –                                         | ۲٬۷۵۷                 |
| ۱۳۰  | ورقه                | مرکزی چاراویماق | ۲٬۷۳۶                 | سلطان‌آباد                        | –                                         | ۲٬۷۳۶                 |
| ۱۳۱  | سیدان               | آبش‌احمد         | ۲٬۶۴۹                 | آتی‌کندی                          | –                                         | ۲٬۶۴۹                 |
| ۱۳۲  | قزل‌اوزن             | مرکزی میانه     | ۲٬۶۱۷                 | قویوجاق                          | –                                         | ۲٬۶۱۷                 |
| ۱۳۳  | قافلانکوه شرقی      | کاغذکنان        | ۲٬۵۷۳                 | چولاقلو                          | –                                         | ۲٬۵۷۳                 |
| ۱۳۴  | جزیره               | ایلخچی          | ۲٬۴۹۹                 | سرای‌ده                           | –                                         | ۲٬۴۹۹                 |
| ۱۳۵  | قوری‌چای شرقی        | مرکزی چاراویماق | ۲٬۱۷۶                 | آغ‌زیارت                          | –                                         | ۲٬۱۷۶                 |
| ۱۳۶  | سهندآباد            | تیکمه‌داش        | ۲٬۱۰۱                 | قره‌چای حاج‌علی                    | –                                         | ۲٬۱۰۱                 |
| ۱۳۷  | اوچ‌تپه شرقی         | مرکزی میانه     | ۱٬۸۴۳                 | پورسخلو                          | –                                         | ۱٬۸۴۳                 |
| ۱۳۸  | شیخ‌درآباد           | مرکزی میانه     | ۱٬۷۹۹                 | شیخدرآباد                        | –                                         | ۱٬۷۹۹                 |
| ۱۳۹  | عباس شرقی           | تیکمه‌داش        | ۱٬۷۹۸                 | قره‌چمن                           | –                                         | ۱٬۷۹۸                 |
| ۱۴۰  | اوچ‌تپه غربی         | ترکمانچای       | ۱٬۷۳۵                 | خاتون‌آباد                        | –                                         | ۱٬۷۳۵                 |
| ۱۴۱  | داران               | مرکزی جلفا      | ۱٬۵۷۱                 | داران                            | –                                         | ۱٬۵۷۱                 |
| ۱۴۲  | چاراویماق شمال شرقی | مرکزی هشترود    | ۱٬۱۴۱                 | نصیرآباد سفلی                    | –                                         | ۱٬۱۴۱                 |
| ۱۴۳  | چهاردانگه جنوبی     | چهاردانگه       | جزء چهاردانگه (شمالی) | کورن                             | –                                         | جزء چهاردانگه (شمالی) |
| ۱۴۴  | مهران‌رود            | مرکزی تبریز     | جزء میدان‌چای          | هروی                             | –                                         | جزء میدان‌چای          |
| ۱۴۵  | نقدوز               | فندقلو          | جزء قشلاق             | نقدوز                            | –                                         | جزء قشلاق             |
| ۱۴۶  | یالقوزآغاج          | کشکسرای         | جزء کشکسرای           | یالقوزآغاج                       | –                                         | جزء کشکسرای           |